# 戈通
戈通（德語：Gotthun）是德国梅克伦堡-前波美拉尼亚州的市镇，隶属于梅克伦堡湖区县。总面积为10.02平方千米，截至2023年12月31日总人口为325人。